# Adolphe Appian
Adolphe Appian, pseudonym för Jacques Barthélemy Appian, född 28 augusti 1818 i Lyon i Frankrike, död 29 april 1898 i Lyon, var en fransk landskapsmålare och etsare.
Adolphe Appian studerade från femton års ålder på Ecole des Beaux-Arts de Lyon i Lyon, en skola som var specialiserad på att utbilda för konstnärliga mönster för den lokala silkesindustrin. Han studerade för Jean-Michel Grobon och Augustin Alexandre Thierrat. Han öppnade därefter en ateljé i Lyon, där han arbetade som grafisk formgivare. Han flyttade senare till Paris för att fortsätta sina studier. Efter att ha ställt ut en kolteckning på Parissalongen 1853, blev han vän med Camille Corot och Charles-François Daubigny, vilka bägge påverkade hans stil. Han fick stort anseende för sina målningar med motiv från södra och östra Frankrike. Hans kolorit, som intill 1870 var dämpad och lugn, blev med åren klangfullare och mer lyskraftig.
Han är far till målaren Jean Louis Appian (1862-1896).

## Bildgalleri

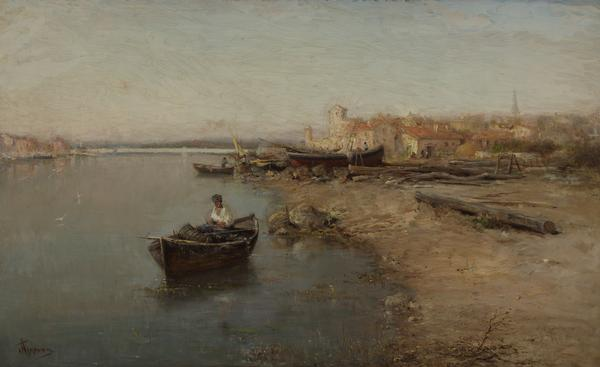
Le Soir aux Martiguese, 1850
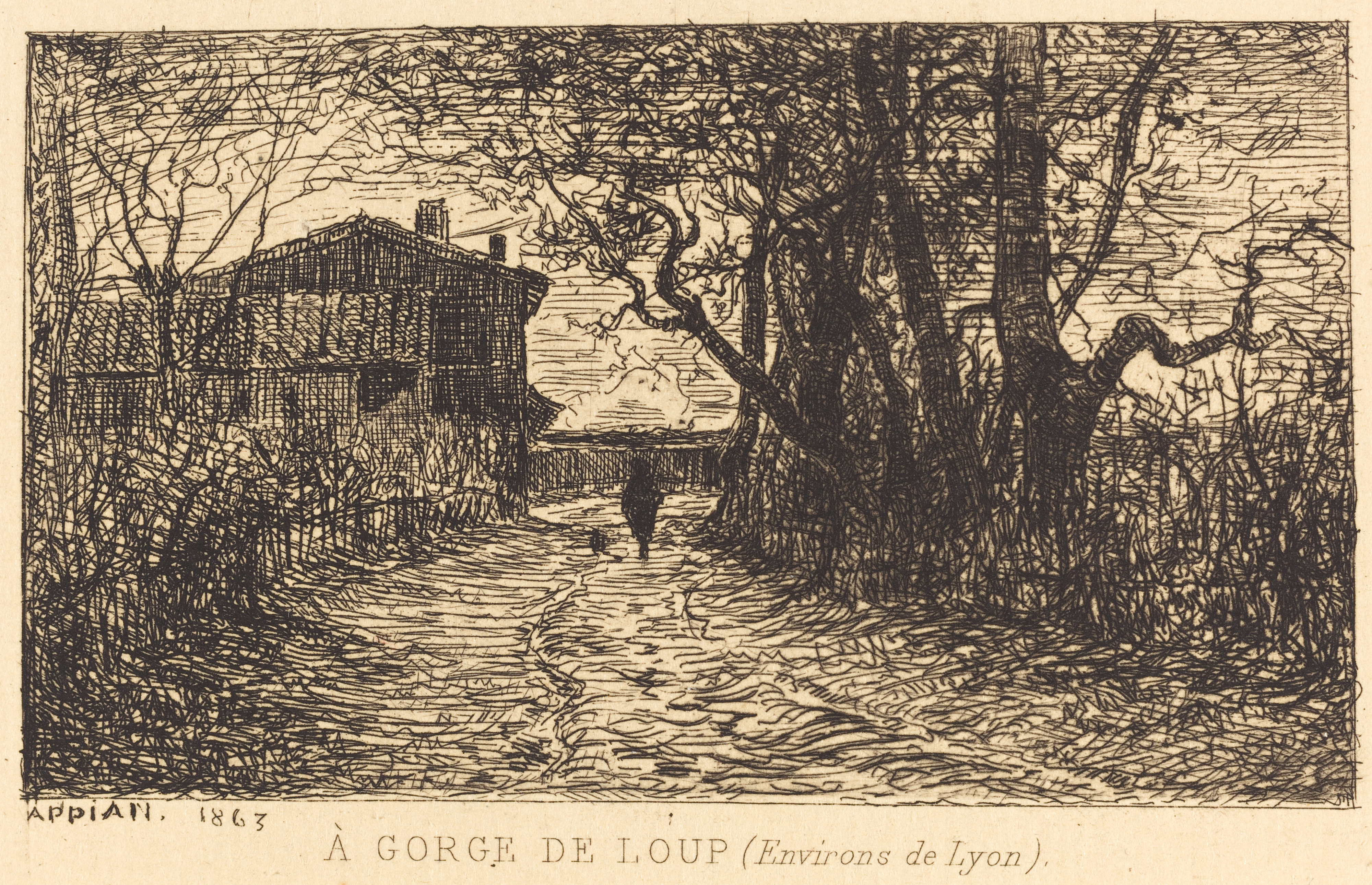
A Gorge de Loup, 1863
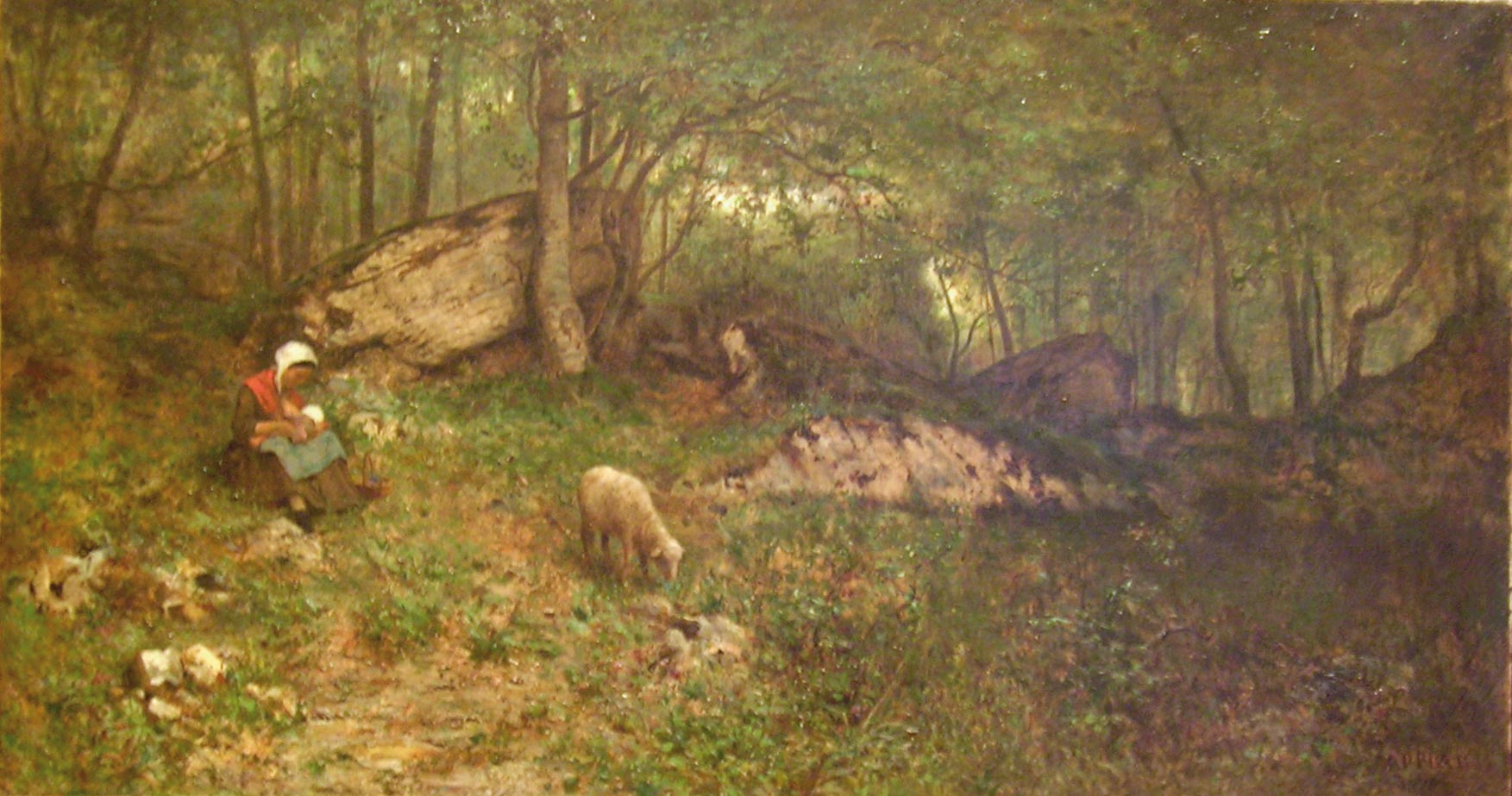
Le Haut du bois des roches (Rossillon), 1870
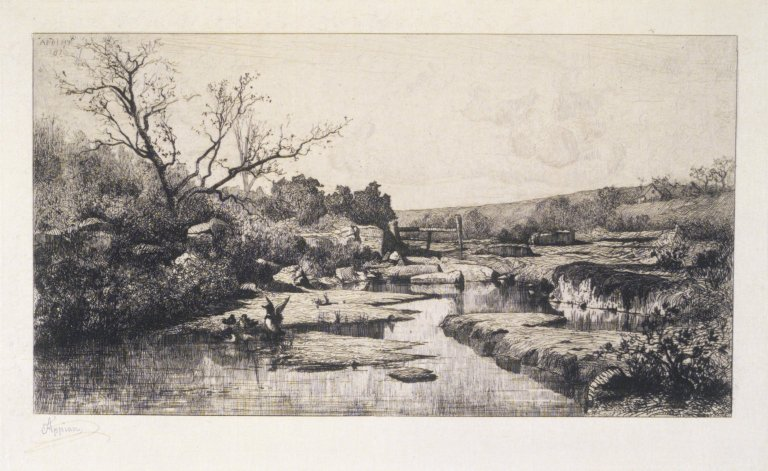
The Source of the Albarine, omkring 1870
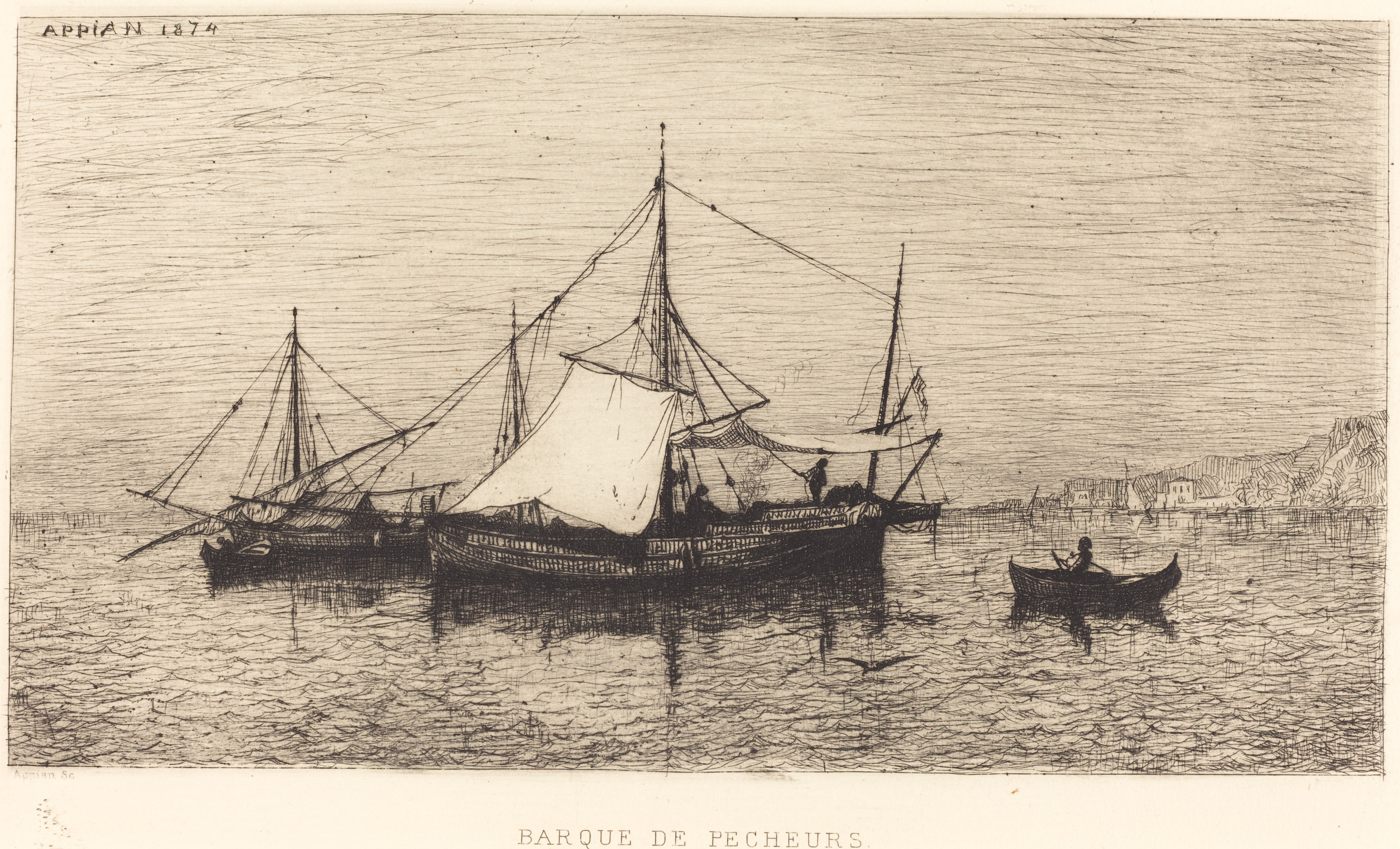
Barque de Pecheurs, 1874
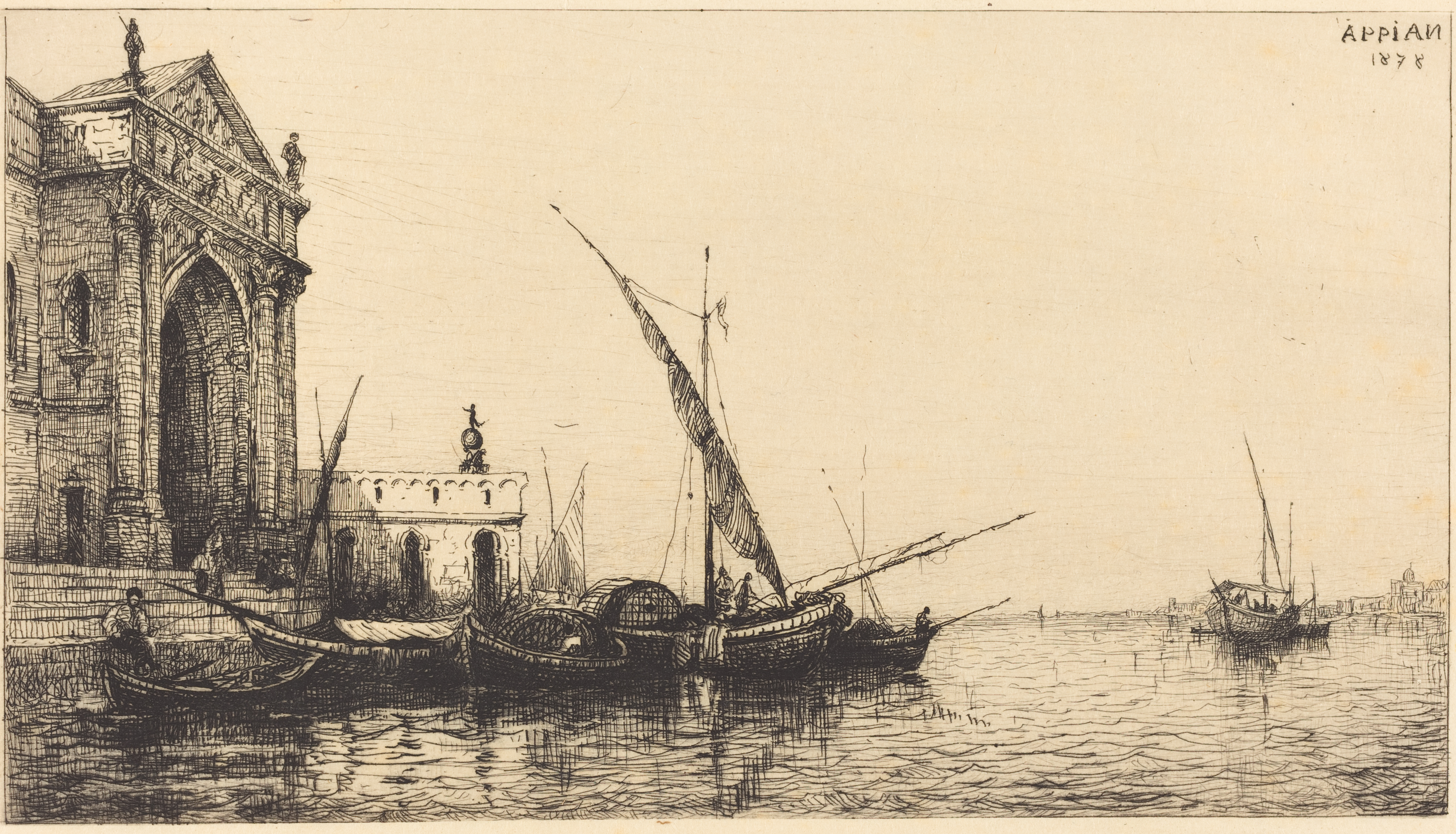
At Venice, 1878
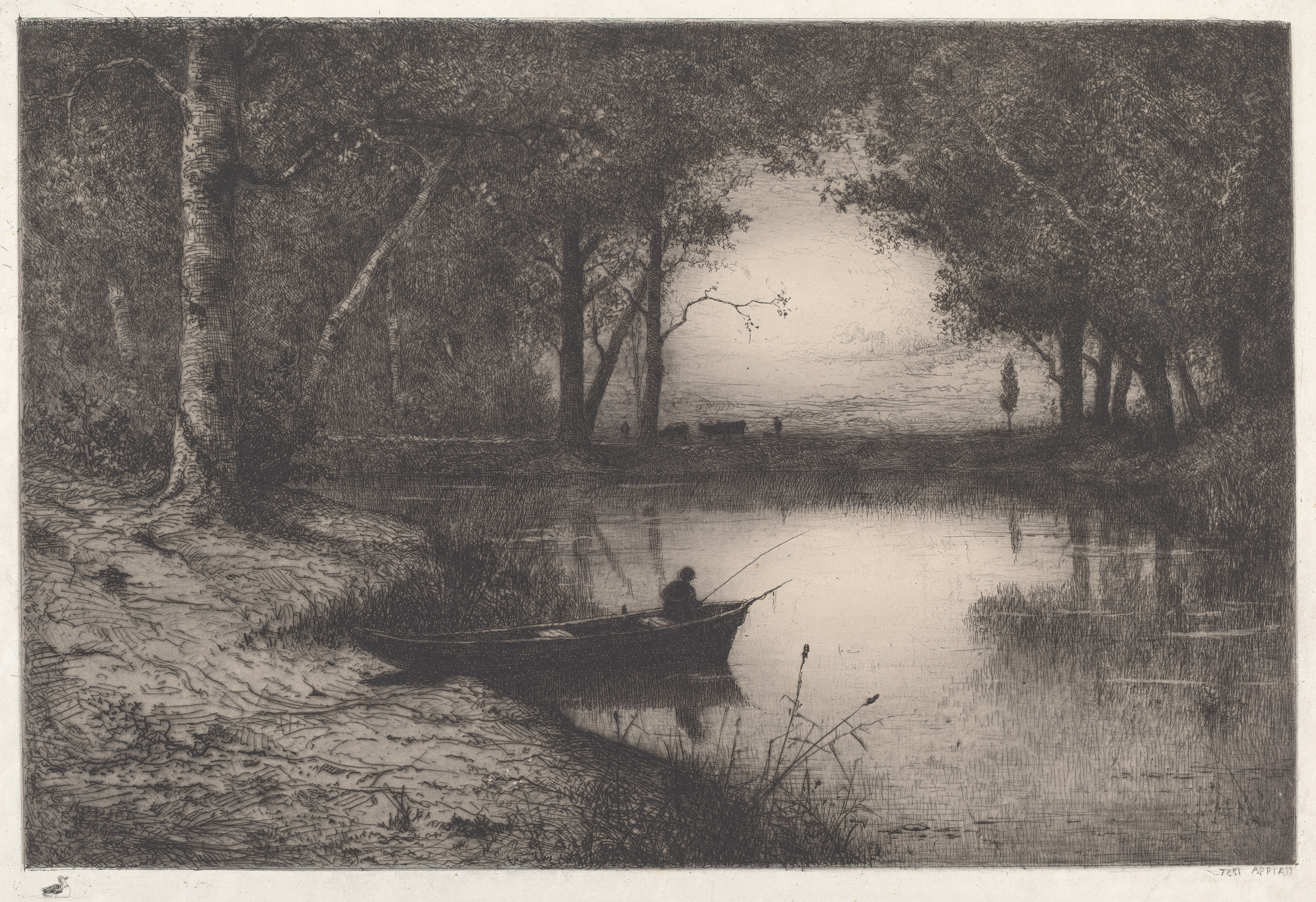
A Fisherman in a Wooded Pond at Evening, 1887
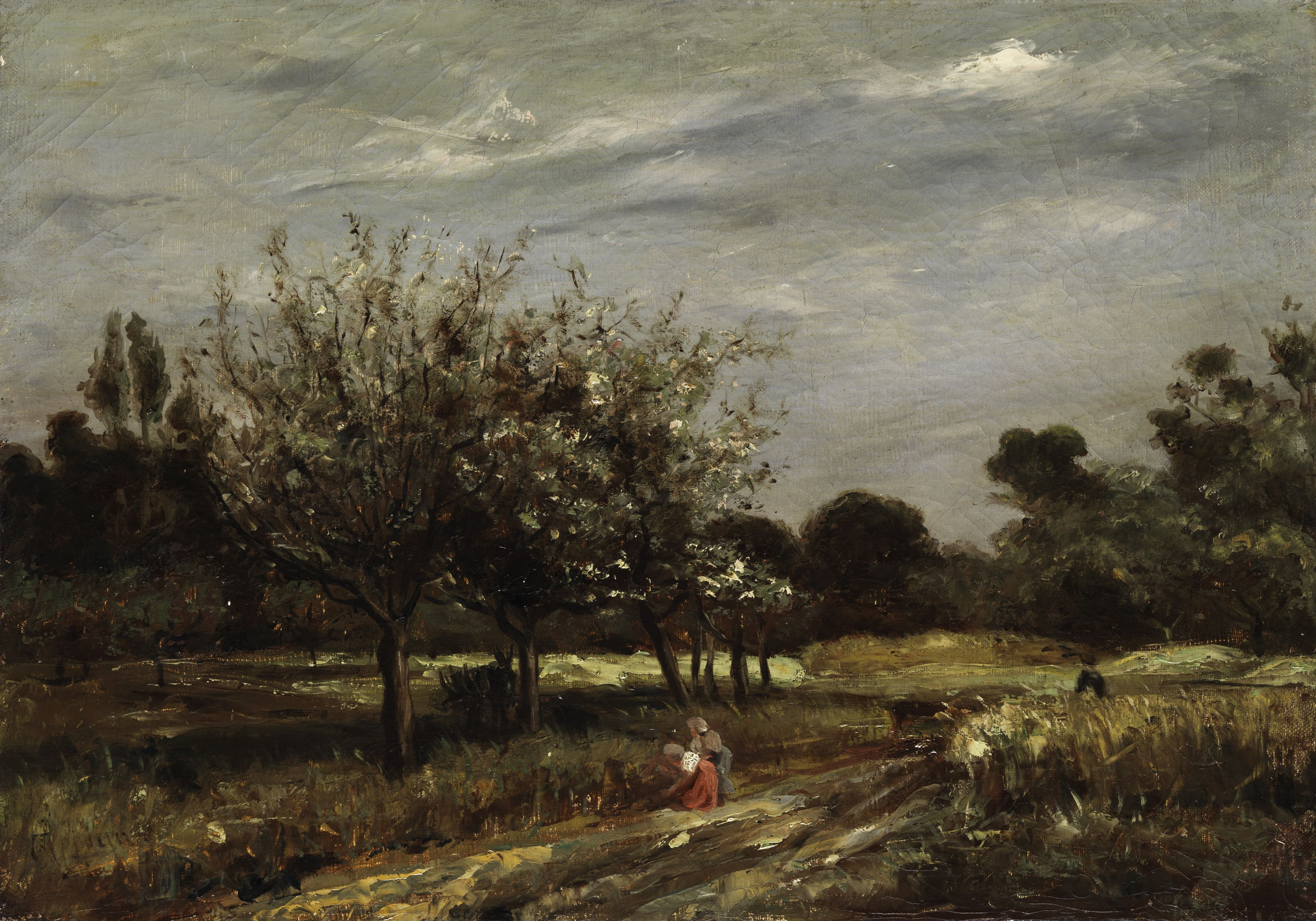
Landscape with Orchard, omkring 1898